# South Naknek
South Naknek és una concentració de població designada pel cens dels Estats Units a l'estat d'Alaska. Segons el cens del 2000 tenia 137 habitants.

## Demografia
Segons el cens del 2000, South Naknek tenia 137 habitants, 46 habitatges, i 33 famílies La densitat de població era de 0,6 habitants/km².
Dels 46 habitatges en un 39,1% hi vivien nens de menys de 18 anys, en un 50% hi vivien parelles casades, en un 10,9% dones solteres, i en un 26,1% no eren unitats familiars. En el 15,2% dels habitatges hi vivien persones soles el 2,2% de les quals corresponia a persones de 65 anys o més que vivien soles. El nombre mitjà de persones vivint en cada habitatge era de 2,98 i el nombre mitjà de persones que vivien en cada família era de 3,32.
Per edats la població es repartia de la següent manera: un 29,9% tenia menys de 18 anys, un 8,8% entre 18 i 24, un 32,1% entre 25 i 44, un 22,6% de 45 a 60 i un 6,6% 65 anys o més.
L'edat mediana era de 36 anys. Per cada 100 dones de 18 o més anys hi havia 128,6 homes.
La renda mediana per habitatge era de 22.344 $ i la renda mediana per família de 44.375 $. Els homes tenien una renda mediana de 30.625 $ mentre que les dones 23.750 $. La renda per capita de la població era de 13.019 $. Aproximadament el 16,1% de les famílies i el 27,1% de la població estaven per davall del llindar de pobresa.

## Poblacions més properes
El següent diagrama mostra les poblacions més properes.